# Polnische Badminton-Mannschaftsmeisterschaft 2004
Die Polnische Badminton-Mannschaftsmeisterschaft der Saison 2003/2004 gewann das Team von SKB Litpol-Malow Suwałki. Es war die 31. Austragung der Titelkämpfe.

## Endstand
| Platz | Mannschaft               |
| ----- | ------------------------ |
| 1.    | SKB Litpol-Malow Suwałki |
| 2.    | Hubal Białystok          |
| 3.    | Piast-B Słupsk           |
| 4.    | Technik Głubczyce        |
| 5.    | AZS Kraków               |
| 6.    | Masovia Płock            |
| 7.    | Stal Nowa Dęba           |
| 8.    | PTS Puszczykowo          |
| 9.    | MKS Garwolin             |
| 10.   | SKB 2 BIALKOR Suwałki    |
| 11.   | Orlicz Suchedniów        |